# 국립사이버안보센터
국립사이버안보센터(National Cyber Security Center, NCSC)는 영국 정부통신본부(GCHQ) 산하에 설립된 해킹 방어 센터이다.

## 역사
1951년, 영국 국방부가 위치한 런던의 이스트코트에 GCHQ 본부가 있었는데, 첼트넘 외곽으로 본부를 옮겼다.
1952년, GCHQ의 정보수집 부문을 첼트넘으로 이전했다. 정보보안 부문은 런던의 이스트코트에 계속 남았다.
1954년, 런던의 이스트코트에 남은 정보보안 부문은 독립 기관인 LCSA(London Communications Security Agency, 런던통신보안국)이 되었다.
1958년, LCSA는 LCESA(London Communications-Electronic Security Agency, 런던 통신정보보안국)으로 개명했다.
1965년 4월, LCESA(London Communications-Electronic Security Agency, 런던 통신정보보안국)에 국방부 부대 등을 통합해서 CESD(Communications-Electronic Security Department, 통신전자보안부)를 만들었다.
1969년 10월, CESD가 GCHQ 산하기관 CESG(Communications-Electronic Security Group, 통신전자보안그룹)로 되었다.
1977년, CESG 본부가 영국 국방부가 위치한 런던의 이스트코트에서 GCHQ 본부가 위치한 첼트넘으로 이전했다.
2016년, CESG에 다른 유관부서들을 통합해서 NCSC를 만들었다. 런던시 빅토리아구에 본부가 있다. 직원수는 1000명 이상이다. 2017년 예산은 19억 유로(2조 6600억원)이다.
NCSC가 문을 열고 난 뒤 첫 1달 동안 총 86번의 사이버 공격을 받았다.
2017년, NCSC는 1년간 1131건에 달하는 사이버 공격을 감지했다. 이 중 600건이 국가 안보에 영향을 미치는 공격이었다.

## 화이트 해커
미국 서부영화에서 검은색 카우보이 모자를 쓴 게 악당이고, 흰색 카우보이 모자를 쓴 게 악당을 퇴치하는 역할을 한다. 여기서 명칭이 유래되어, 화이트 해커는 적국의 해커가 공격해 오면, 자국을 방어하는 일을 한다. 영국 정부의 대표적인 화이트 해커 조직이 NCSC이다.
러시아의 경우, 영국 NCSC처럼 정보국 산하 해커 조직이 코지 베어이고, 군정보국 산하 해커 조직이 팬시 베어인데, 팬시 베어가 주로 외국을 공격하고, 코지 베어는 주로 자국 방어를 하지만, 뉴스에는 코지 베어도 외국 공격에 참여하기도 한다고 알려져 있다.
한국의 경우, 한국 NCSC가 국정원 산하기관으로 설립되어 있고, 국방부에는 국군사이버사령부가 설립되어 있다.
북한의 경우, 정보국인 보위부 산하 해커 조직은 불분명한데, 군정보국 산하 해커 조직은 라자루스 그룹이 세계적으로 유명하다.

## 전세계 NCSC
National Cyber Security Centre(NCSC)라는 이름을 똑같이 사용하는 나라들이 많다.
- 아일랜드 NCSC
- 대한민국 NCSC
- 영국 NCSC
- 리투아니아 NCSC
- 네덜란드 NCSC
- 아일랜드 NCSC
- 독일, National Cyberdefence Centre
- 노르웨이, Norwegian Cyber Defence Force

## 같이 보기
- 국정원 국가사이버안전센터(NCSC, National Cyber Security Center)
- CISA - 미국